# 勝利線
勝利線（スンニせん）は、朝鮮民主主義人民共和国羅先特別市先鋒区域にある先鋒駅から勝利駅までを結ぶ鉄道路線である。

## 路線データ
- 路線距離：先鋒～勝利間4.2km
- 駅数：2（両端駅を含む）
- 軌間：1435mm
- 電化区間：なし
- 複線区間：なし

## 駅一覧
- 駅所在地は全線羅先特別市先鋒区域内。

| 駅名            | 駅名            | 駅名             | 駅間キロ (km) | 累計キロ (km) | 接続路線             |
| 日本語          | 朝鮮語          | 英語             | 駅間キロ (km) | 累計キロ (km) | 接続路線             |
| --------------- | --------------- | ---------------- | ------------- | ------------- | -------------------- |
| 先鋒駅 (雄基駅) | 선봉역 (웅기역) | Sŏngbong (Unggi) | 0.0           | 0.0           | 北朝鮮鉄道省：咸北線 |
| 勝利駅          | 승리역          | Sŭngri           | 4.2           | 4.2           |                      |

## 参考資料
- 国分隼人（2007年）. 『将軍様の鉄道 北朝鮮鉄道事情』, 新潮社. ISBN 9784103037316